# Бруно (магістр Лівонського ордену)
Бруно (*Bruno , д/н —1 червня 1298) — 19-й магістр Лівонського ордену в 1296—1298 роках. Розпочав війну з Ригою, що тривала до 1330 року.

## Життєпис
Про походження нічого невідомо, навіть прізвище. 1295 року згадується як фогт Йервена. 1296 року після смерті ландмейстера Генріха фон Дінклаге обирається очільником Лівонського ордену.
Продовжив політику попереднику щодо тиску на ризького архієпископа та місто Ригу. Прихований конфлікт за сюзеренітет над Ригою спалахнув навесні 1297 року. Приводом став зведений рижанами міст через річку Двіну. Представники ордену вимагали розібрати міст, при цього розпочалиблокаду Риги. За відсутності архієпископа Йоганна III фон Шверіна ризький магистрат звернувся зі скаргою на дії Лівонського ордену до папи римського Боніфація VIII. Проте за посередництва соборного капітулу Риги між магістром і магистратом булоу кладено перемир'я. Невдовзі за наказом магістра Бруно до орденського замку в Ризі було спрямовано загін у 500 вояків. У серпні та вересні за посередництва Йоганна III фон Шверіна перемир'я було продовжено до листопада. Втім невдовзі між лівонськими вояками та містянами почалися сутички. Зрештою ризькі війська захопили орденський замок та знищили його. Водночас Рига уклала договори з Езель-Віцьким і Дерптським єпископствами. Тому Бруно виступив проти Конрада I, єпископа езельського, захопивши у того усі замки й примусивши до визнання зверхності Ордену. Потім атакував Бернхарда I, дерптського єпископа, якого також змусив підкоритися.
За цих обставин ризький архієпископ звернувся по допомогу до великого князя Литовського Витеня. Натомість Бруно захопив важливіші архієпископські замки Кокенгаузен і Турайда. При цьому Йоганн III фон Шверін потрапив уполон до лівонських лицарів, яківідправили того до Фелліна.
Незважаючи на це напочатку 1298 року ризький магистрат уклав союз з Витенем. Останній навесні того ж року атакував володіння лівонського ордену, знищивши важливий замок Каркус. Проти нього виступив магістр Бруно. Але у вирішальній битві біля Турайдського замку лівонці зазнали поразки, а Бруно загинув. Втім лицарям вдалося врятувати з литовського полону 3 тис. цивільних осіб. Новим очільником Ордену став Готфрід фон Рогге.